# Théâtre Rossini
Pour les articles homonymes, voir Rossini (homonymie).
Le théâtre Rossini est un théâtre parisien de la seconde moitié du XIXe siècle.

## Histoire
L'architecte Émile Mauran établit les plans de ce théâtre de quartier vers 1866-1867, au 76 de la rue de la Tour (16e arrondissement), à l'angle avec le 35 rue Cortambert. Majestueux, de style néo-grec-pompéïen, il est inauguré le 26 mars 1867 avec un hommage à Gioachino Rossini par Alcide-Joseph Lorentz, chanté par Henriette Duvivier. Il est alors dirigé par Simon Mayer. En faillite dès le mois suivant, il ferme ses portes et est vendu à une mise à prix de 100 000 francs par adjudication judiciaire le 17 juin 1868. Il est adjugé à Charles Lerat pour 183 000 francs.
Le théâtre rouvre l’année suivante sous la direction de Montel mais le succès n’est toujours pas au rendez-vous. Le chef d’orchestre en est André Simiot de 1867 à 1876. Le 4 mai 1876, il est revendu au négociant Louis Dominique Sacco qui en poursuit l’exploitation. Il disparaît définitivement en 1886.
Une gravure représentant le théâtre figure dans le Dictionnaire historique des rues de Paris de Jacques Hillairet.